# Mattur, Lingsugur
Mattur là một làng thuộc tehsil Lingsugur, huyện Raichur, bang Karnataka, Ấn Độ.